# Novosad
Novosad (bis 1948 slowakisch „Ujlak“ – bis 1927 „Bodzáš Ujlak“; ungarisch Bodzásújlak) ist eine Gemeinde im Osten der Slowakei mit 1040 Einwohnern (Stand 31. Dezember 2024), die zum Okres Trebišov, einem Kreis des Košický kraj, gehört. Sie ist Teil der traditionellen Landschaft Zemplín.

## Geographie
Die Gemeinde befindet sich im Südwestteil des Ostslowakischen Tieflands im Einzugsgebiet des Flüsschens Trnávka, etwas nördlich des Kleingebirges Zemplínske vrchy. Das Gemeindegebiet ist weitgehend ein entwaldetes Hügelland. Das Ortszentrum liegt auf einer Höhe von 123 m n.m. und ist 13 Kilometer von Trebišov entfernt.
Nachbargemeinden sind Kožuchov und Zemplínske Hradište im Norden, Hraň im Osten, Zemplínske Jastrabie im Südosten, Kašov im Süden, Kysta im Südwesten, Hrčeľ im Westen und Zemplínsky Branč im Nordwesten.

## Geschichte
Auf dem heutigen Gemeindegebiet gab es in der Jungsteinzeit eine Siedlung der Bükker Kultur.
Novosad wurde zum ersten Mal 1318 als Vylok schriftlich erwähnt, damals als Gut eines gewissen Roland. 1390 war das Dorf Besitz des Geschlechts Lossonczy, in der Zeit bis zum 18. Jahrhundert kam es zu häufigen Wechseln von Besitzern. Im 18. Jahrhundert besaß die Familie Almássy Ortsgüter. 1715 gab es im Ort 39 verlassene und 17 bewohnte Haushalte, 1787 hatte die Ortschaft 115 Häuser und 894 Einwohner und 1828 zählte man 155 Häuser und 1172 Einwohner. Haupteinnahmequellen der Bevölkerung waren Köhlerei, Landwirtschaft und Weinbau. 1831 nahmen die Einwohner am Ostslowakischen Bauernaufstand teil. Zu Anfang des 20. Jahrhunderts wanderten große Teile der Bevölkerung aus.
Bis 1918/1919 gehörte der im Komitat Semplin liegende Ort zum Königreich Ungarn und kam danach zur Tschechoslowakei beziehungsweise heute Slowakei. Auf Grund des Ersten Wiener Schiedsspruchs lag er von 1938 bis 1944 noch einmal in Ungarn.

## Bevölkerung
| Jahr                | 1994 | 2004     | 2014    | 2024    |
| ------------------- | ---- | -------- | ------- | ------- |
| Anzahl der Personen | 921  | 1031     | 1027    | 1040    |
| Unterschied         |      | +11,94 % | −0,38 % | +1,26 % |

| Jahr                | 2023 | 2024    |
| ------------------- | ---- | ------- |
| Anzahl der Personen | 1019 | 1040    |
| Unterschied         |      | +2,06 % |

Nach der Volkszählung 2011 wohnten in Novosad 1018 Einwohner, davon 967 Slowaken, 34 Roma, drei Magyaren sowie jeweils ein Russine und Ukrainer. Ein Einwohner gab eine andere Ethnie an und 11 Einwohner machten keine Angabe zur Ethnie.
453 Einwohner bekannten sich zur römisch-katholischen Kirche, 402 Einwohner zur griechisch-katholischen Kirche, 62 Einwohner zur reformierten Kirche, 11 Einwohner zur orthodoxen Kirche, fünf Einwohner zur Evangelischen Kirche A. B. und vier Einwohner zu den Zeugen Jehovas. 23 Einwohner waren konfessionslos und bei 58 Einwohnern wurde die Konfession nicht ermittelt.

## Bauwerke und Denkmäler
- reformierte Kirche im spätgotischen Stil aus dem Jahr 1500
- griechisch-katholische Kirche aus dem Jahr 1795